# Thuir
Thuir (catalansk: Tuïr) er en by og kommune i departementet Pyrénées-Orientales i Sydfrankrig.
Thuir er også hovedby i et kanton af samme navn.
Byen er mest kendt for vinen Byrrh, som er blevet produceret i Thuir siden 1866.

## Geografi
Thuir ligger i landskabet Aspres på Roussillon-sletten 13 km sydvest for Perpignan og 23 km fra Middelhavet. Nærmeste byer er mod nord Saint-Féliu-d'Avall (7 km), mod sydøst Llupia (2 km), mod syd Sainte-Colombe-de-la-Commanderie (2 km) og mod vest Castelnou (6 km).

## Historie
Thuir nævnes første gang i 953. I slutningen af det 10. århundrede tilhørte byen greverne af Besalú, men blev herefter kongen af Aragoniens ejendom. Flere gange i de næste århundreder solgte kongen byen til lokale herremænd for senere at generhverve den. Fra 1431 til Pyrenæerfreden i 1659, hvorefter Frankrig annekterede Roussillon, var Thuir kun en kongeby, hvilket betød færre skatter og diverse privilegier.
Byen voksede op omkring 'La Cellera', som var en kirke med kirkegård og et lille slot. I det 13. århundrede byggede Jakob 2. af Mallorca en ny bymur, for at beskytte byen, der lå i et udsat grænseområde. Resterne af muren kan stadig ses i dag. i 2000 genopbyggedes en af de gamle byporte, som var blevet revet ned i 1896..
Under Pyrenæerkrigen i 1793 blev Thuir besat af spanske tropper den 29. juli, men efter en fransk belejring trak de sig tilbage igen den 21. september..
Den gamle kirke fra det 10. århundrede blev i slutningen af det 18. århundrede revet ned og en ny blev bygget samme sted. Kirken Notre Dame de la Victoire indviedes dog først i 1816.
I 1866 stiftede de to brødre Simon og Pallade Violet et firma i Thuir, som med tiden skulle bliver verdenskendt for den vinbaserede apéritif Byrrh. Storhedstiden var 1930'erne men salget har været faldende siden da. Firmaet forblev i familieeje indtil 1960, hvor det fusionerede med C.D.C., som lavede Dubonnet. Ved fusionen var der beskæftiget 200 i Thuir. Byrrh produceres stadig i Thuir og er i dag ejet af Pernod Ricard. De gamle produktionsfaciliteter er en stor turistattraktion og omfatter bl.a. et kæmpe egetræsfad fra 1950 på 10.002 hl, som skulle være verdens største og en stor hal tegnet af Gustave Eiffel.

## Demografi

### Udvikling i folketal
| 1793 | 1800 | 1806 | 1821 | 1831 | 1836 | 1841 | 1846 | 1851 |
| ---- | ---- | ---- | ---- | ---- | ---- | ---- | ---- | ---- |
| 1511 | 1705 | 1911 | 1944 | 2197 | 2483 | 2485 | 2507 | 2633 |

| 1856 | 1861 | 1866 | 1872 | 1876 | 1881 | 1886 | 1891 | 1896 |
| ---- | ---- | ---- | ---- | ---- | ---- | ---- | ---- | ---- |
| 2626 | 2384 | 2410 | 2407 | 2524 | 2667 | 2799 | 3006 | 3055 |

| 1901 | 1906 | 1911 | 1921 | 1926 | 1931 | 1936 | 1946 | 1954 |
| ---- | ---- | ---- | ---- | ---- | ---- | ---- | ---- | ---- |
| 3114 | 3226 | 3197 | 3164 | 3234 | 3397 | 3460 | 3310 | 3514 |

| 1962                                                              | 1968 | 1975 | 1982 | 1990 | 1999 | 2006 | 2010 | 2017 |
| ----------------------------------------------------------------- | ---- | ---- | ---- | ---- | ---- | ---- | ---- | ---- |
| 3717                                                              | 4192 | 6023 | 6356 | 6638 | 7257 | 7415 | 7267 | 7635 |
| Tal fra og med 1962 er uden dobbelttælling (sans doubles comptes) |      |      |      |      |      |      |      |      |